# Statistiky WTA Tour 2010
Statistiky WTA Tour 2010 představují konečný přehled pořadí hráček na žebříčku, nejvyšších výdělků, ukončení kariéry hráček a sledovaných parametrů herní činnosti v sezóně 2011 nejvyšší úrovně ženského profesionálního tenisu.
Světovou jedničkou ve dvouhře byla na žebříčku WTA ke konci sezóny klasifikována poprvé Dánka Caroline Wozniacká. První hráčkou světa ve čtyřhře se 1. listopadu 2010 stala a zakončila tak i celou sezónu Argentinka Gisela Dulková.
Nejvíce turnajů ve dvouhře vyhrály Caroline Wozniacká (6) a ve čtyřhře pak Gisela Dulková (8).
V pořadí států byly nejúspěšnější Spojené státy americké, když jejich hráčky získaly celkem 21 turnajových vítězství, druhé Rusko nasbíralo 19 titulů.

## Žebříček WTA

### Dvouhra – TOP 20
Levá tabulka uvádí prvních dvacet hráček singlového a deblového žebříčku Race To The Championships k 25. říjnu 2010 (k 11. říjnu 2010 ve čtyřhře) před dvěma závěrečnými turnaji roku pro nejlepší hráčky. Pravá tabulka pak uvádí konečný žebříček WTA ke konci sezóny 2010.
| Race WTA – dvouhra (25. října 2010) | Race WTA – dvouhra (25. října 2010) | Race WTA – dvouhra (25. října 2010) | Race WTA – dvouhra (25. října 2010) | Race WTA – dvouhra (25. října 2010) |
| Poř.                                | Hráčka                              | Bodů                                | Turnajů                             |                                     |
| ----------------------------------- | ----------------------------------- | ----------------------------------- | ----------------------------------- | ----------------------------------- |
| 1                                   | Caroline Wozniacká                  | 7,270                               | 21                                  |                                     |
| 2                                   | Věra Zvonarevová                    | 6,096                               | 18                                  |                                     |
| 3                                   | Serena Williamsová                  | 5,355                               | 12(6)                               |                                     |
| 4                                   | Kim Clijstersová                    | 5,295                               | 13                                  |                                     |
| 5                                   | Venus Williamsová                   | 4,985                               | 14(9)                               |                                     |
| 6                                   | Francesca Schiavoneová              | 4,595                               | 21                                  |                                     |
| 7                                   | Samantha Stosurová                  | 4,572                               | 17                                  |                                     |
| 8                                   | Jelena Jankovićová                  | 4,236                               | 20                                  |                                     |
| 9                                   | Jelena Dementěvová                  | 4,085                               | 20                                  |                                     |
| 10                                  | Viktoria Azarenková                 | 3,935                               | 20                                  |                                     |
| 11                                  | Li Na                               | 3,540                               | 20                                  |                                     |
| 12                                  | Justine Heninová                    | 3,415                               | 11                                  |                                     |
| 13                                  | Šachar Pe'erová                     | 3,365                               | 21                                  |                                     |
| 14                                  | Agnieszka Radwańská                 | 3,000                               | 18                                  |                                     |
| 15                                  | Naděžda Petrovová                   | 2,702                               | 20                                  |                                     |
| 16                                  | Marion Bartoliová                   | 2,645                               | 21                                  |                                     |
| 17                                  | Maria Šarapovová                    | 2,591                               | 14                                  |                                     |
| 18                                  | Aravane Rezaïová                    | 2,570                               | 25                                  |                                     |
| 19                                  | Maria Kirilenková                   | 2,550                               | 23                                  |                                     |
| 20                                  | Anastasija Pavljučenkovová          | 2,520                               | 23                                  |                                     |

| Žebříček WTA ke konci roku 2010 | Žebříček WTA ke konci roku 2010 | Žebříček WTA ke konci roku 2010 | Žebříček WTA ke konci roku 2010 | Žebříček WTA ke konci roku 2010 |
| Poř.                            | Hráčka                          | Stát                            | Body                            | Změna                           |
| ------------------------------- | ------------------------------- | ------------------------------- | ------------------------------- | ------------------------------- |
| 1                               | Caroline Wozniacká              | Dánsko                          | 8,035                           | +3                              |
| 2                               | Věra Zvonarevová                | Rusko                           | 6,785                           | +7                              |
| 3                               | Kim Clijstersová                | Belgie                          | 6,635                           | +15                             |
| 4                               | Serena Williamsová              | USA                             | 5,355                           | -3                              |
| 5                               | Venus Williamsová               | USA                             | 4,985                           | +1                              |
| 6                               | Samantha Stosurová              | Austrálie                       | 4,982                           | +7                              |
| 7                               | Francesca Schiavoneová          | Itálie                          | 4,935                           | +10                             |
| 8                               | Jelena Jankovićová              | Srbsko                          | 4,445                           | =                               |
| 9                               | Jelena Dementěvová              | Rusko                           | 4,335                           | -4                              |
| 10                              | Viktoria Azarenková             | Bělorusko                       | 4,235                           | -3                              |
| 11                              | Li Na                           | Čína                            | 3,545                           | +4                              |
| 12                              | Justine Heninová                | Belgie                          | 3,415                           | NR                              |
| 13                              | Šachar Pe'erová                 | Izrael                          | 3,410                           | +18                             |
| 14                              | Agnieszka Radwańská             | Polsko                          | 3,000                           | -4                              |
| 15                              | Naděžda Petrovová               | Rusko                           | 2,702                           | +5                              |
| 16                              | Marion Bartoliová               | Francie                         | 2,645                           | -5                              |
| 17                              | Ana Ivanovićová                 | Srbsko                          | 2,600                           | +5                              |
| 18                              | Maria Šarapovová                | Rusko                           | 2,591                           | -4                              |
| 19                              | Aravane Rezaïová                | Francie                         | 2,575                           | +7                              |
| 20                              | Maria Kirilenková               | Rusko                           | 2,550                           | +43                             |

### Čtyřhra – TOP 20
| Race WTA – čtyřhra (k 11. říjnu 2010) | Race WTA – čtyřhra (k 11. říjnu 2010)                          | Race WTA – čtyřhra (k 11. říjnu 2010) | Race WTA – čtyřhra (k 11. říjnu 2010) |
| Poř.                                  | Dvojice                                                        | Bodů                                  | Turnajů                               |
| ------------------------------------- | -------------------------------------------------------------- | ------------------------------------- | ------------------------------------- |
| 1                                     | Gisela Dulková Flavia Pennettaová                              | 8111                                  | 15                                    |
| 2                                     | Květa Peschkeová Katarina Srebotniková                         | 6396                                  | 16                                    |
| 3                                     | Serena Williamsová Venus Williamsová                           | 5500                                  | 4                                     |
| 4                                     | Lisa Raymondová Rennae Stubbsová                               | 5104                                  | 18                                    |
| 5                                     | Vania Kingová Jaroslava Švedovová                              | 4978                                  | 10                                    |
| 6                                     | Nuria Llagosteraová Vivesová María José Martínezová Sánchezová | 3927                                  | 12                                    |
| 7                                     | Čeng Ťie Čan Jung-žan                                          | 3620                                  | 12                                    |
| 8                                     | Iveta Benešová Barbora Záhlavová-Strýcová                      | 3267                                  | 14                                    |
| 9                                     | Cara Blacková Liezel Huberová                                  | 3060                                  | 7                                     |
| 10                                    | Maria Kirilenková Agnieszka Radwańská                          | 2840                                  | 9                                     |

| Žebříček WTA ke konci roku 2010 | Žebříček WTA ke konci roku 2010   | Žebříček WTA ke konci roku 2010 | Žebříček WTA ke konci roku 2010 | Žebříček WTA ke konci roku 2010 |
| Poř.                            | Hráčka                            | Stát                            | Body                            | Změna                           |
| ------------------------------- | --------------------------------- | ------------------------------- | ------------------------------- | ------------------------------- |
| 1                               | Gisela Dulková                    | Argentina                       | 8,570                           | +26                             |
| 2                               | Flavia Pennettaová                | Itálie                          | 8,570                           | +27                             |
| 3                               | Liezel Huberová                   | USA                             | 7,590                           | -2                              |
| 4                               | Vania Kingová                     | USA                             | 6,920                           | +28                             |
| 5                               | Květa Peschkeová                  | Česko                           | 6,860                           | +21                             |
| 6                               | Katarina Srebotniková             | Slovinsko                       | 6,830                           | +117                            |
| 7                               | Jaroslava Švedovová               | Kazachstán                      | 6,240                           | +42                             |
| 8                               | Naděžda Petrovová                 | Rusko                           | 5,530                           | +8                              |
| 9                               | Lisa Raymondová                   | USA                             | 5,520                           | +9                              |
| 10                              | Rennae Stubbsová                  | Austrálie                       | 5,520                           | -3                              |
| 11                              | Serena Williamsová                | USA                             | 5,500                           | -8                              |
| =                               | Venus Williamsová                 | USA                             | 5,500                           | -8                              |
| 13                              | Cara Blacková                     | Zimbabwe                        | 5,115                           | -12                             |
| 14                              | Maria Kirilenková                 | Rusko                           | 4,425                           | +7                              |
| 15                              | María José Martínezová Sánchezová | Španělsko                       | 4,400                           | -9                              |
| 16                              | Čeng Ťie                          | Čína                            | 4,105                           | +8                              |
| 17                              | Bethanie Matteková-Sandsová       | USA                             | 4,055                           | =                               |
| 18                              | Čan Jung-žan                      | Čínská Tchaj-pej                | 4,030                           | +34                             |
| 19                              | Nuria Llagosteraová Vivesová      | Španělsko                       | 3,926                           | -14                             |
| 20                              | Barbora Záhlavová-Strýcová        | Česko                           | 3,775                           | +15                             |

## Premiérové a obhájené tituly

### Premiérové tituly
Následující hráčky získaly první turnajová vítězství na okruhu WTA, a to ve dvouhře (S; singles) nebo čtyřhře (D; doubles):
- Sofia Arvidssonová - Quebec City (D)
- Timea Bacsinszká - Budapešť (D)
- Alberta Briantiová - Palermo (D)
- Čang Kchaj-čen - Ósaka (D)
- Mariana Duqueová Mariñová - Bogotá (S)
- Edina Gallovitsová - Bogotá (D)
- Julia Görgesová - Bad Gastein (S)
- Jarmila Grothová - Kanton (S)
- Polona Hercogová - Acapulco (D)
- Kaia Kanepiová - Palermo (S)
- Alisa Klejbanovová - Kuala Lumpur (S)
- Marija Kondratěvová - Portorož (D)
- Alla Kudrjavcevová - Taškent (S)
- Johanna Larssonová - Québec City (D)
- Jekatěrina Makarovová - Eastbourne (S)
- Alexandra Panovová - Tashkent (D)
- Anastasija Pavljučenkovová - Monterrey (S)
- Anastasija Sevastovová - Estoril (S)

### Obhájené tituly
Následující hráčky obhájily turnajová vítězství na okruhu WTA, a to ve dvouhře (S; singles) nebo čtyřhře (D; doubles):
- Cara Blacková - Birmingham (D)
- Kim Clijstersová - US Open (S)
- Jelena Dementěvová - Sydney (S)
- Alexandra Dulgheruová - Varšava (S)
- Gisela Dulková - Båstad (D)
- Lucie Hradecká - Bad Gastein (D)
- Flavia Pennettaová - Båstad (D)
- Naděžda Petrovová - Charleston (D)
- Taťána Pučeková - Taškent (D)
- Ágnes Szávayová - Budapešť (S)
- Tamarine Tanasugarnová - Pattaya (D)
- Vladimíra Uhlířová - Potorož (D)
- Serena Williamsová - Australian Open (S/D), Wimbledon (S)
- Venus Williamsová - Australian Open (D), Dubaj (S), Acapulco (S)
- Caroline Wozniacká - Ponte Vedra Beach (S), New Haven (S)
- Věra Zvonarevová - Pattaya (S)

## Nejvyšší výdělky hráček
Tabulka uvádí hráčky s nejvyšším výdělkem ve WTA Tour 2010. Částky jsou v amerických dolarech.
| Poř. | Stát      | Hráčka                 | ve dvouhře | ve čtyřhře | v mixu | Bonusy   | Celkem 2010 |
| ---- | --------- | ---------------------- | ---------- | ---------- | ------ | -------- | ----------- |
| 1.   | Belgie    | Kim Clijstersová       | $5,019,440 | $7,025     | $8,595 | $0       | $5,035,060  |
| 2.   | Dánsko    | Caroline Wozniacká     | $3,886,512 | $34,976    | $0     | $525,000 | $4,446,488  |
| 3.   | USA       | Serena Williamsová     | $3,707,007 | $559,004   | $0     | $0       | $4,266,011  |
| 4.   | Rusko     | Věra Zvonarevová       | $3,000,667 | $141,846   | $2,128 | $300,000 | $3,444,641  |
| 5.   | USA       | Venus Williamsová      | $2,055,778 | $559,004   | $0     | $0       | $2,614,782  |
| 6.   | Itálie    | Francesca Schiavoneová | $2,360,751 | $95,883    | $0     | $0       | $2,456,634  |
| 7.   | Srbsko    | Jelena Jankovićová     | $1,803,164 | $33,827    | $0     | $300,000 | $2,136,991  |
| 8.   | Austrálie | Samantha Stosurová     | $1,917,832 | $168,251   | $4,257 | $0       | $2,090,340  |
| 9.   | Rusko     | Jelena Dementěvová     | $1,346,690 | $0         | $0     | $550,000 | $1,896,690  |
| 10.  | Bělorusko | Viktoria Azarenková    | $1,278,601 | $98,427    | $0     | $275,000 | $1,652,028  |

## Ukončení kariéry
Následující hráčky ukončily v roce 2010 profesionální kariéru na okruhu Sony Ericsson WTA Tour:
- Jelena Dementěvová[3]
- Janette Husárová[4]
- Katarina Srebotniková[5] – ukončení ve dvouhře, pokračovala ve čtyřhře
- Alina Židkovová[6]
- Jelena Kostanićová Tošićová[7]
- Marta Marrerová[8]
- Camille Pinová[9]
- Virginia Ruanová Pascualová[10]
- Mara Santangelová[11] (ukončení ve dvouhře, pokračuje ve čtyřhře)
- Valérie Tétreaultová[12]
- Nicole Vaidišová[13]

## Sony Ericsson WTA Tour – parametry
Statistiky nejlepších hráček ve sledovaných charakteristikách sezóny 2010. Hodnoty jsou vyjma statistik es uváděny v procentech. Stav k 25. říjnu 2010.
| ESA  | ESA                | ESA | ESA    |
| Poř. | Hráčka             | Esa | Zápasů |
| ---- | ------------------ | --- | ------ |
| 1    | Naděžda Petrovová  | 306 | 51     |
| 2    | Samantha Stosurová | 280 | 58     |
| 3    | Serena Williamsová | 248 | 29     |
| 4    | Andrea Petkovicová | 224 | 56     |
| 5    | Julia Görgesová    | 222 | 51     |
| 6    | Venus Williamsová  | 212 | 45     |
| 7    | Aravane Rezaïová   | 204 | 58     |
| 8    | Flavia Pennettaová | 198 | 67     |
| 9    | Marion Bartoliová  | 187 | 55     |
| 10   | Lucie Šafářová     | 185 | 49     |

| ZISK HER NA PODÁNÍ | ZISK HER NA PODÁNÍ | ZISK HER NA PODÁNÍ | ZISK HER NA PODÁNÍ |
| Poř.               | Hráčka             | %                  | Zápasů             |
| ------------------ | ------------------ | ------------------ | ------------------ |
| 1                  | Serena Williamsová | 81.4               | 29                 |
| 2                  | Samantha Stosurová | 77.2               | 58                 |
| 3                  | Kim Clijstersová   | 76.3               | 41                 |
| 4                  | Justine Heninová   | 75.7               | 39                 |
| 5                  | Venus Williamsová  | 75.7               | 45                 |
| 6                  | Maria Šarapovová   | 75.2               | 44                 |
| 7                  | Karolina Špremová  | 75.0               | 20                 |
| 8                  | Jarmila Grothová   | 74.9               | 31                 |
| 9                  | Naděžda Petrovová  | 74.6               | 51                 |
| 10                 | Věra Zvonarevová   | 73.4               | 63                 |

| ODVRÁCENÉ BREJKBOLY | ODVRÁCENÉ BREJKBOLY   | ODVRÁCENÉ BREJKBOLY | ODVRÁCENÉ BREJKBOLY |
| Poř.                | Hráčka                | %                   | Zápasů              |
| ------------------- | --------------------- | ------------------- | ------------------- |
| 1                   | Serena Williamsová    | 65.9                | 29                  |
| 2                   | Naděžda Petrovová     | 65.3                | 51                  |
| 3                   | Kristina Barroisová   | 61.5                | 26                  |
| 4                   | Caroline Wozniacká    | 61.2                | 74                  |
| 5                   | Samantha Stosurová    | 61.0                | 58                  |
| 6                   | Kim Clijstersová      | 60.8                | 41                  |
| 7                   | Elena Baltachová      | 60.3                | 30                  |
| 8                   | Justine Heninová      | 60.2                | 39                  |
| 9                   | B. Matteková-Sandsová | 59.9                | 27                  |
| 10                  | Flavia Pennettaová    | 59.9                | 67                  |

| ÚSPĚŠNOST 1. SERVISU | ÚSPĚŠNOST 1. SERVISU  | ÚSPĚŠNOST 1. SERVISU | ÚSPĚŠNOST 1. SERVISU |
| Poř.                 | Hráčka                | %                    | Zápasů               |
| -------------------- | --------------------- | -------------------- | -------------------- |
| 1                    | Sara Erraniová        | 75.8                 | 65                   |
| 2                    | Yvonne Meusburgerová  | 74.8                 | 19                   |
| 3                    | Aljona Bondarenková   | 71.4                 | 43                   |
| 4                    | Viktoria Azarenková   | 71.3                 | 59                   |
| 5                    | Čeng Ťie              | 70.3                 | 41                   |
| 6                    | Carla Suárez Navarro  | 70.2                 | 35                   |
| 7                    | Pcheng Šuaj           | 69.4                 | 27                   |
| 8                    | Alexandra Dulgheruová | 69.3                 | 57                   |
| 9                    | Sybille Bammerová     | 69.1                 | 34                   |
| 10                   | Caroline Wozniacká    | 68.6                 | 74                   |

| VÍTĚZNÉ BODY Z 1. SERVISU | VÍTĚZNÉ BODY Z 1. SERVISU | VÍTĚZNÉ BODY Z 1. SERVISU | VÍTĚZNÉ BODY Z 1. SERVISU |
| Poř.                      | Hráčka                    | %                         | Zápasů                    |
| ------------------------- | ------------------------- | ------------------------- | ------------------------- |
| 1                         | Serena Williamsová        | 75.3                      | 29                        |
| 2                         | Venus Williamsová         | 72.8                      | 45                        |
| 3                         | Karolina Špremová         | 72.7                      | 20                        |
| 4                         | Maria Šarapovová          | 71.6                      | 44                        |
| 5                         | Justine Heninová          | 70.8                      | 39                        |
| 6                         | Naděžda Petrovová         | 70.5                      | 51                        |
| 7                         | Jarmila Grothová          | 70.1                      | 31                        |
| 8                         | Samantha Stosurová        | 69.4                      | 58                        |
| 9                         | Ana Ivanovićová           | 69.3                      | 48                        |
| 10                        | MJ Martínezová Sánchezová | 68.8                      | 39                        |

| VÍTĚZNÉ BODY Z 2. SERVISU | VÍTĚZNÉ BODY Z 2. SERVISU | VÍTĚZNÉ BODY Z 2. SERVISU | VÍTĚZNÉ BODY Z 2. SERVISU |
| Poř.                      | Hráčka                    | %                         | Zápasů                    |
| ------------------------- | ------------------------- | ------------------------- | ------------------------- |
| 1                         | Samantha Stosurová        | 51.7                      | 58                        |
| 2                         | Kim Clijstersová          | 50.4                      | 41                        |
| 3                         | Justine Heninová          | 50.4                      | 39                        |
| 4                         | Roberta Vinciová          | 50.1                      | 48                        |
| 5                         | Flavia Pennettaová        | 49.9                      | 67                        |
| 6                         | Agnieszka Radwańská       | 49.7                      | 50                        |
| 7                         | Tamarine Tanasugarnová    | 49.6                      | 23                        |
| 8                         | Alexandra Dulgheruová     | 49.6                      | 57                        |
| 9                         | Pcheng Šuaj               | 49.3                      | 27                        |
| 10                        | Maria Kirilenková         | 49.3                      | 60                        |

| VÍTĚZNÉ BODY PO VRÁCENÍ 1. SERVISU | VÍTĚZNÉ BODY PO VRÁCENÍ 1. SERVISU | VÍTĚZNÉ BODY PO VRÁCENÍ 1. SERVISU | VÍTĚZNÉ BODY PO VRÁCENÍ 1. SERVISU |
| Poř.                               | Hráčka                             | %                                  | Zápasů                             |
| ---------------------------------- | ---------------------------------- | ---------------------------------- | ---------------------------------- |
| 1                                  | Jelena Dementěvová                 | 42.4                               | 54                                 |
| 2                                  | Anabel Medina Garrigues            | 42.4                               | 42                                 |
| 3                                  | Agnieszka Radwańská                | 42.3                               | 50                                 |
| 4                                  | Carla Suárez Navarro               | 42.3                               | 35                                 |
| 5                                  | Viktoria Azarenková                | 42.2                               | 59                                 |
| 6                                  | Ágnes Szávayová                    | 42.0                               | 49                                 |
| 7                                  | Caroline Wozniacká                 | 41.7                               | 74                                 |
| 8                                  | Věra Zvonarevová                   | 41.4                               | 63                                 |
| 9                                  | Flavia Pennettaová                 | 41.2                               | 67                                 |
| 10                                 | Kim Clijstersová                   | 41.2                               | 41                                 |

| PROMĚNĚNÉ BREJKBOLY | PROMĚNĚNÉ BREJKBOLY    | PROMĚNĚNÉ BREJKBOLY | PROMĚNĚNÉ BREJKBOLY |
| Poř.                | Hráčka                 | %                   | Zápasů              |
| ------------------- | ---------------------- | ------------------- | ------------------- |
| 1                   | Melanie Oudinová       | 58.8                | 39                  |
| 2                   | Virginie Razzanová     | 54.4                | 29                  |
| 3                   | Viktoria Azarenková    | 52.5                | 59                  |
| 4                   | Tamarine Tanasugarnová | 52.3                | 23                  |
| 5                   | Ágnes Szávayová        | 52.0                | 49                  |
| 6                   | Aljona Bondarenková    | 51.3                | 43                  |
| 7                   | Jarmila Grothová       | 51.3                | 32                  |
| 8                   | Jelena Dementěvová     | 51.2                | 54                  |
| 9                   | Kim Clijstersová       | 51.0                | 41                  |
| 10                  | Kimiko Dateová         | 50.8                | 34                  |

| ZISK HER NA PŘÍJMU | ZISK HER NA PŘÍJMU  | ZISK HER NA PŘÍJMU | ZISK HER NA PŘÍJMU |
| Poř.               | Hráčka              | %                  | Zápasů             |
| ------------------ | ------------------- | ------------------ | ------------------ |
| 1                  | Jelena Dementěvová  | 49.4               | 54                 |
| 2                  | Kim Clijstersová    | 48.9               | 41                 |
| 3                  | Viktoria Azarenková | 48.7               | 59                 |
| 4                  | Caroline Wozniacká  | 46.1               | 74                 |
| 5                  | Agnieszka Radwańská | 44.8               | 50                 |
| 6                  | Jelena Jankovićová  | 44.7               | 54                 |
| 7                  | CarlaSuárez Navarro | 44.5               | 35                 |
| 8                  | Flavia Pennettaová  | 44.2               | 67                 |
| 9                  | Sara Erraniová      | 44.0               | 65                 |
| 10                 | Maria Šarapovová    | 43.8               | 44                 |

## Zisk bodů do žebříčku
Zisk bodů do žebříčku v sezóně 2010 vycházel z kategorie turnaje a fázi, ve které hráčka vypadla.
| Kategorie/fáze                            | W    | F    | SF                                                                                    | QF                                                                                    | R16                                                                                   | R32                                                                                   | R64                                                                                   | R128                                                                                  | QLFR                                                                                  | Q3 | Q2 | Q1 |
| ----------------------------------------- | ---- | ---- | ------------------------------------------------------------------------------------- | ------------------------------------------------------------------------------------- | ------------------------------------------------------------------------------------- | ------------------------------------------------------------------------------------- | ------------------------------------------------------------------------------------- | ------------------------------------------------------------------------------------- | ------------------------------------------------------------------------------------- | -- | -- | -- |
| Grand Slam (S)                            | 2000 | 1400 | 900                                                                                   | 500                                                                                   | 280                                                                                   | 160                                                                                   | 100                                                                                   | 5                                                                                     | 60                                                                                    | 50 | 40 | 2  |
| Grand Slam (D)                            | 2000 | 1400 | 900                                                                                   | 500                                                                                   | 280                                                                                   | 160                                                                                   | 5                                                                                     | –                                                                                     | 48                                                                                    | –  | –  | –  |
| WTA Tour Championships (S)                | +450 | +360 | (230 b. za každou výhru v základní skupině 70 b. za každou prohru v základní skupině) | (230 b. za každou výhru v základní skupině 70 b. za každou prohru v základní skupině) | (230 b. za každou výhru v základní skupině 70 b. za každou prohru v základní skupině) | (230 b. za každou výhru v základní skupině 70 b. za každou prohru v základní skupině) | (230 b. za každou výhru v základní skupině 70 b. za každou prohru v základní skupině) | (230 b. za každou výhru v základní skupině 70 b. za každou prohru v základní skupině) | (230 b. za každou výhru v základní skupině 70 b. za každou prohru v základní skupině) | –  | –  | –  |
| WTA Tour Championships (D)                | 1500 | 1050 | 690                                                                                   | –                                                                                     | –                                                                                     | –                                                                                     | –                                                                                     | –                                                                                     | –                                                                                     | –  | –  | –  |
| Premier Mandatory (96S)                   | 1000 | 700  | 450                                                                                   | 250                                                                                   | 140                                                                                   | 80                                                                                    | 50                                                                                    | 5                                                                                     | 30                                                                                    | –  | 20 | 1  |
| Premier Mandatory (64S)                   | 1000 | 700  | 450                                                                                   | 250                                                                                   | 140                                                                                   | 80                                                                                    | 5                                                                                     | –                                                                                     | 30                                                                                    | –  | 20 | 1  |
| Premier Mandatory (28/32D)                | 1000 | 700  | 450                                                                                   | 250                                                                                   | 140                                                                                   | 5                                                                                     | –                                                                                     | –                                                                                     | –                                                                                     | –  | –  | –  |
| Premier 5 (56S)                           | 900  | 620  | 395                                                                                   | 225                                                                                   | 125                                                                                   | 70                                                                                    | 1                                                                                     | –                                                                                     | 30                                                                                    | –  | 20 | 1  |
| Premier 5 (28D)                           | 900  | 620  | 395                                                                                   | 225                                                                                   | 125                                                                                   | 1                                                                                     | –                                                                                     | –                                                                                     | –                                                                                     | –  | –  | –  |
| Premier (56S)                             | 470  | 320  | 200                                                                                   | 120                                                                                   | 60                                                                                    | 40                                                                                    | 1                                                                                     | –                                                                                     | 12                                                                                    | –  | 8  | 1  |
| Premier (32S)                             | 470  | 320  | 200                                                                                   | 120                                                                                   | 60                                                                                    | 1                                                                                     | –                                                                                     | –                                                                                     | 20                                                                                    | 12 | 8  | 1  |
| Premier (16D)                             | 470  | 320  | 200                                                                                   | 120                                                                                   | 1                                                                                     | –                                                                                     | –                                                                                     | –                                                                                     | –                                                                                     | –  | –  | –  |
| Commonwealth Bank Tournament of Champions | 375  | 255  | 180(3.) 165(4.)                                                                       | 75                                                                                    | –                                                                                     | –                                                                                     | –                                                                                     | –                                                                                     | –                                                                                     | –  | –  | –  |
| International (56S)                       | 280  | 200  | 130                                                                                   | 70                                                                                    | 30                                                                                    | 15                                                                                    | 1                                                                                     | –                                                                                     | 10                                                                                    | –  | 6  | 1  |
| International (32S)                       | 280  | 200  | 130                                                                                   | 70                                                                                    | 30                                                                                    | 1                                                                                     | –                                                                                     | –                                                                                     | 16                                                                                    | 10 | 6  | 1  |
| International (16D)                       | 280  | 200  | 130                                                                                   | 70                                                                                    | 1                                                                                     | –                                                                                     | –                                                                                     | –                                                                                     | –                                                                                     | –  | –  | –  |

Legenda
- W - vítězka
- F - finalistka
- SF - semifinalistka
- QF - čtvrtfinalistka
- R16 - osmifinalistka
- R32 - 32 hráček v kole
- R64 - 64 hráček v kole
- R128 - 128 hráček v kole, 1. kolo grandslamového turnaje
- QLFR - vítězka kvalifikace turnaje, postup do hlavní soutěže
- Q3 - 3. kolo kvalifikace
- Q2 - 2. kolo kvalifikace
- Q1 - 1. kolo kvalifikace
- (S) - single, dvouhra /v závorce počet startujících/
- (D) - double, čtyřhra